# Yingtan

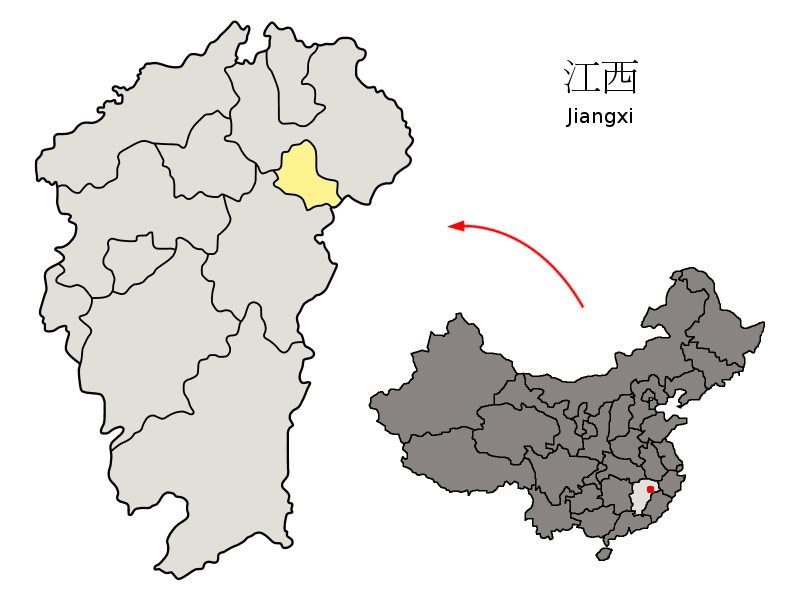
Lage Yingtans (gelb)

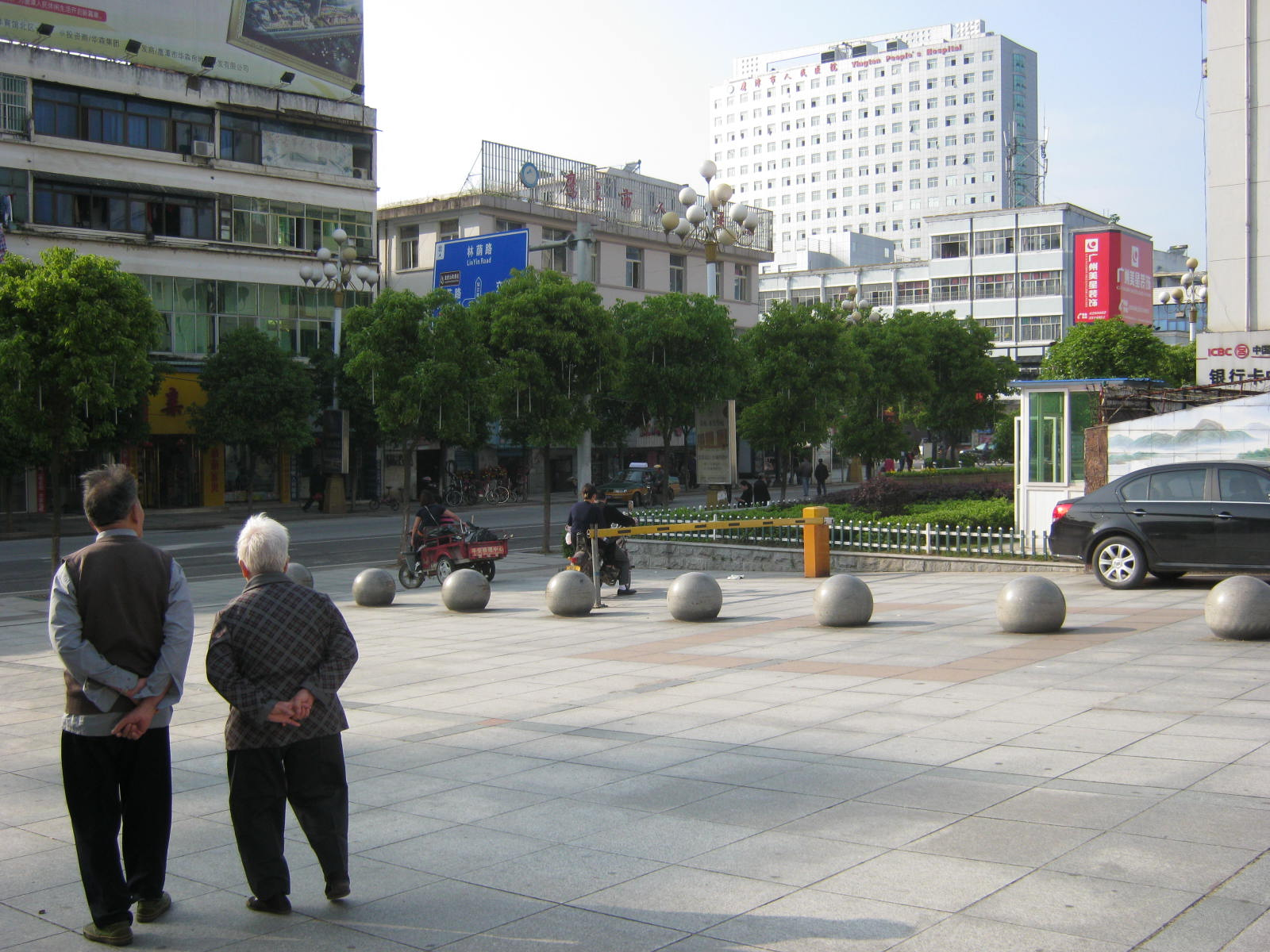
Yingtan

Yingtan (chinesisch 鹰潭市, Pinyin Yīngtán Shì) ist eine Stadt in der chinesischen Provinz Jiangxi. Die Fläche beträgt 3.557 Quadratkilometer und die Einwohnerzahl 1.154.223 (Stand: Zensus 2020). In dem eigentlichen städtischen Siedlungsgebiet leben 191.893 Menschen (Stand: Zensus 2010).

## Administrative Gliederung
Die bezirksfreie Stadt Yingtan besteht aus drei Gebieten: zwei Stadtbezirken und einer kreisfreien Stadt. Diese sind (Stand: Zensus 2010).:
- Stadtbezirk Yuehu – 月湖区 Yuèhú Qū, 137 km², 214.229 Einwohner;
- Stadtbezirk Yujiang – 余江区 Yújiāng Qū, 933 km², 352.476 Einwohner;
- Stadt Guixi – 贵溪市 Guìxī Shì, 2487 km², 558.451 Einwohner.